# Telford Challenger
Il Telford Challenger è stato un torneo professionistico di tennis giocato su campi in sintetico indoor. Faceva parte dell'ATP Challenger Series. Si giocava annualmente a Telford in Gran Bretagna.

## Albo d'oro

### Singolare
| Anno | Campione        | Finalista         | Punteggio     |
| ---- | --------------- | ----------------- | ------------- |
| 1989 | Michael Tauson  | Peter Nyborg      | 6–4, 6–3      |
| 1990 | Fabrice Santoro | Peter Nyborg      | 6–3, 5–7, 6–4 |
| 1991 | Jan Siemerink   | Martin Laurendeau | 6–3, 6–4      |

### Doppio
| Anno | Campioni                           | Finalisti                    | Punteggio |
| ---- | ---------------------------------- | ---------------------------- | --------- |
| 1989 | Jeremy Bates Nick Brown (1)        | Ronnie Båthman Rikard Bergh  | 6–4, 7–6  |
| 1990 | Nick Brown (2) Nicholas Fulwood    | Russell Barlow Martin Sinner | 6–4, 7–5  |
| 1991 | Martin Laurendeau Leonardo Lavalle | Peter Nyborg Jan Siemerink   | 7–6, 6–3  |